# Oxalis pes-caprae
Oxalis pes-caprae, conocida como agrios u otros nombres comunes, es una especie de planta herbácea del género Oxalis en la familia Oxalidaceae.

## Descripción
Es una planta herbácea perenne, de hasta 40 cm de altura, sin tallo aéreo, pero con rizoma, ramificado o no, —con delgadas radicillas laterales parduzco-negruzcas— que puede llegar a 20 cm de largo, vertical y blanquecino, originándose en un bulbo centimétrico ovoide y acuminado, envuelto en una túnica de color pardo. Dicho bulbo está profundamente enterrado y el rizoma puede llevar unos cuantos bulbillos más, también centimétricos; en su ápice están implantadas, en una roseta basal, las hojas trifoliadas, estipuladas (estípulas rectangulares, de ápice ciliado) pecioladas (peciolo de 3-20 cm, con pelos glandulíferos), con folíolos obcordiformes escotados, de 6-22 por 10-40 mm, con haz glabra y márgenes y envés más o menos pelosos (este último, finamente alveolado) son de color verde y con o sin manchas violáceas en las dos caras. Las hojas se cierran, por medio de un pulvínulo peloso conformado por anillos móviles, retrayéndose los folíolos hacia abajo, a pleno sol y se quedan abiertas solo cuando oscurece algo. La inflorescencia es una cima umbeliforme de 1-20 flores pentámeras terminales en un pedúnculo glabro de 6-35 cm de largo y los pedicelos de la umbela, pelosos, de 1,5-2 cm de largo y con, en la base de la umbela, brácteas y bracteolas triangulares/lanceoladas apicalmente terminadas por un par de excrescencias de color anaranjado. Las flores tienen los sépalos lanceolados, de color verde, pelosos y con dos excrescencias tuberculiformes en sus ápices, mientras los pétalos, en número de 5, aunque a veces el doble, de 12-25 por 10 mm, son glabros o algo pelosos y de color amarillo dorado. El perianto se retrae, enrollándose los pétalos cuando ensombrece; o sea todo lo contrario que las hojas. El gineceo tiene un ovario pentacarpelar con 5 estilo libres y pelosos, mientras el androceo tiene sus 10 estambre con filamentos glabros y anteras amarillas, organizados en 2 verticilos, los del verticilo interno más largos que los del externo. El fruto, cuando existe, es una cápsula oblongocilíndrica corta (5-8 mm) y de ápice agudo, subglabra, con 3-4 semillas milimétricas por lóculo, globosas, agudas y alveoladas de color pardo.
Según los entendidos donde crece esta planta no crece cizaña (malas hierbas).

## Hábitat, distribución geográfica y propagación
Es especie ruderal/arvense: crece en cultivos (olivares, almendrales, cítricos, etc.), cañaverales, en suelos removidos, algo húmedos desde el nivel del mar hasta altitudes de 800 m s. n. m. (metros sobre el nivel del mar), y florece desde septiembre hasta mayo. También se cultiva en jardines, donde, en general, no fructifica o da frutos vanos. En la península ibérica, es escapada de dichos jardines y, entonces, como no fructifica, su reproducción sería exclusivamente vegetativa, mediante sus rizomas con bulbillos, de dispersión principalmente antropócora, por medio del transporte de substratos contaminados (residuos de jardinería, remoción de tierras contaminadas, etc.).
Aunque originalmente era endémica de Namibia y de la región de El Cabo en Sudáfrica, hoy día es subcosmopolita, pues se ha aclimatado en muchas regiones del mundo (frecuentemente con influencia marítima), entre las cuales se incluyen la Cuenca mediterránea, zonas de Europa, oeste de Estados Unidos, México y Australia, entre otras; todas zonas donde es considerada una maleza invasiva. La presencia de diversas formas de la especie —de estilo corto o de estilo largo— en la península ibérica y otras regiones donde se introdujo podría indicar orígenes y etapas distintas de introducción, desde mediados del siglo XIX hasta finales del siglo XX. En España, debido a su potencial colonizador y constituir una amenaza grave para las especies autóctonas, los hábitats o los ecosistemas, esta especie ha sido incluida en el Catálogo Español de Especies Exóticas Invasoras, regulado por el Real Decreto 630/2013, de 2 de agosto, estando prohibida en España su introducción en el medio natural, posesión, transporte, tráfico y comercio.

## Taxonomía
Oxalis pes-caprae fue descrito por Carlos Linneo y publicado en Species Plantarum, vol. 1, p. 434, 1753.
Etimología
- Oxalis: prestado del latín oxǎlis, -ǐdis, ‘acedera’, del griego όξαλίς, -ίδος óxalís, óxalídos, con el mismo significado; derivado de όξύς óxýs, ‘agudo’, ‘picante’, aludiendo al sabor agrio de las hojas y el tallo. Ya evocado por Plinio el Viejo en su Naturalis Historia (20, 231).[11][12]
- pes-caprae: compuesto por los vocablos latinos pēs, pědis (derivado del griego πούς poús, ‘pie’) y caprae, ‘cabra’, o sea, ‘pie de cabra’,[12] aludiendo probablemente a la forma de los folíolos de las hojas.

Sinonimia
- Acetosella cernua (Thunb.)
- Bolboxalis cernua (Thunb.)
- Oxalis burmannii Jacq.
- Oxalis cernua Thunb.
- Oxalis cernua var. namaquana Sond.
- Oxalis ehrenbergii Schltdl.
- Oxalis grandiflora Arechav.
- Oxalis kuibisensis R Knuth
- Oxalis lybicaViv.
- Oxalis mairei R. Knuth ex Engler[13]

Taxones infraespecíficos aceptados
- Oxalis pes-caprae f. pleniflora (Lowe) Sunding[13]

## Nombre común
- Castellano: agret, agrillo, agrio, agrios (5), agritos, aleluya, canario, canarios, cebolla, cebollica, dormilones, flor de sueño, flor del sueño (3), matacañas, matapán (3), talle, trebina,[14] trebo, trébol (2), villanetas, vinagrera, vinagreras, vinagreta (4), vinagrillo. Las cifras entre paréntesis, indican la frecuencia del uso del vocablo en España.[15] También: agricos, en las zonas castellano hablantes de la Provincia de Alicante (Vega Baja del Segura) Agritol en Guardamar del Segura.

## Galería

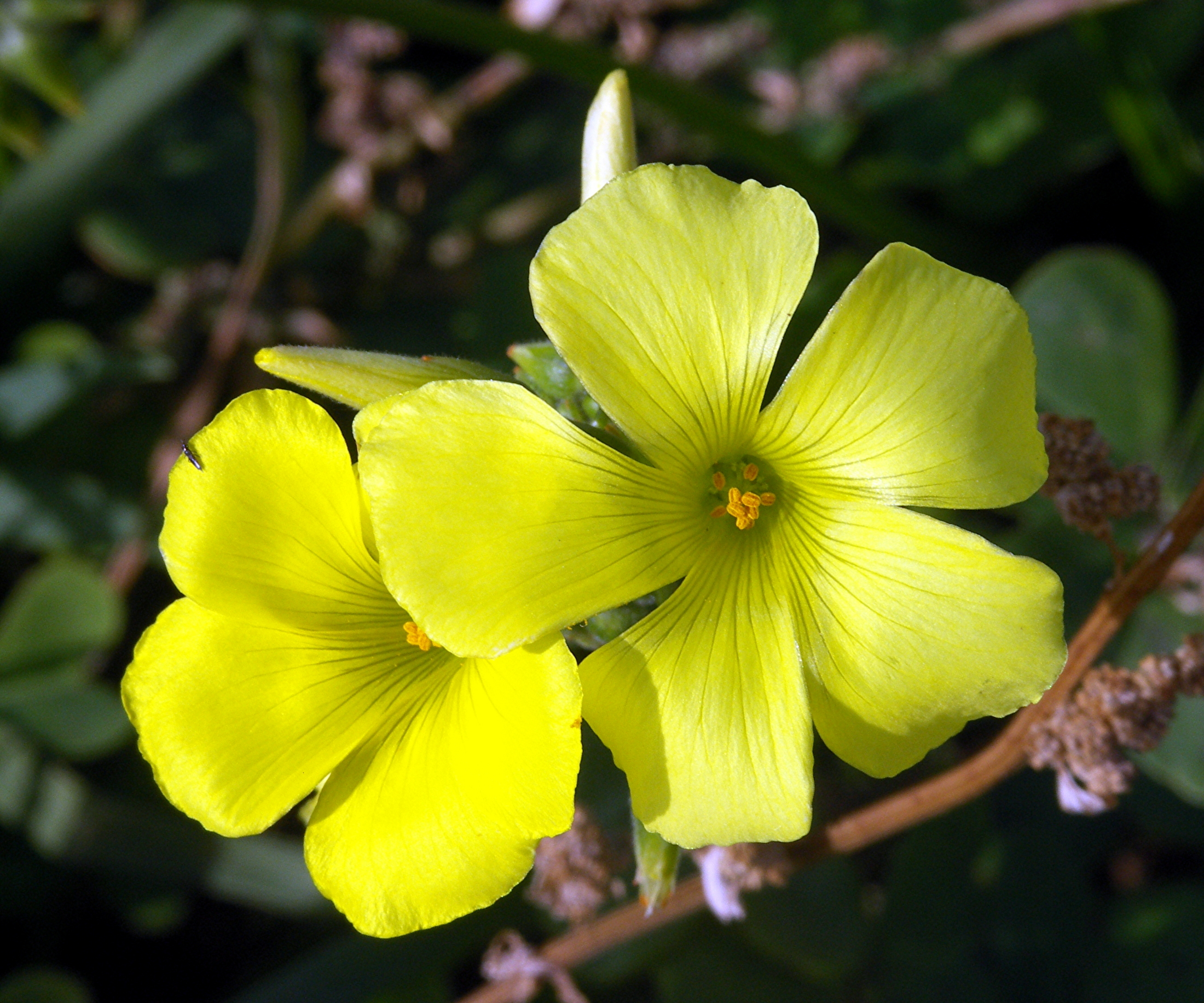
Flores
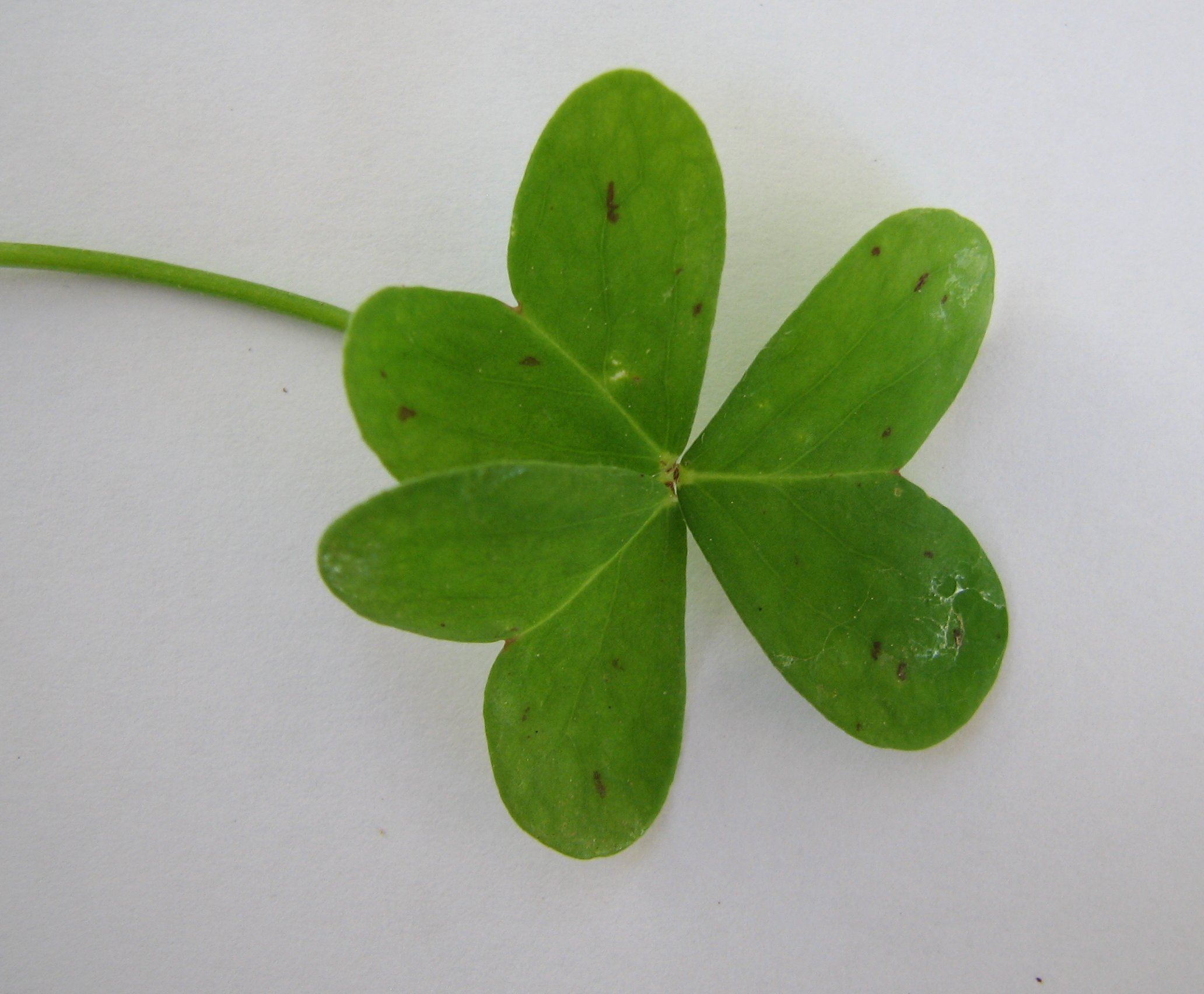
Hojas
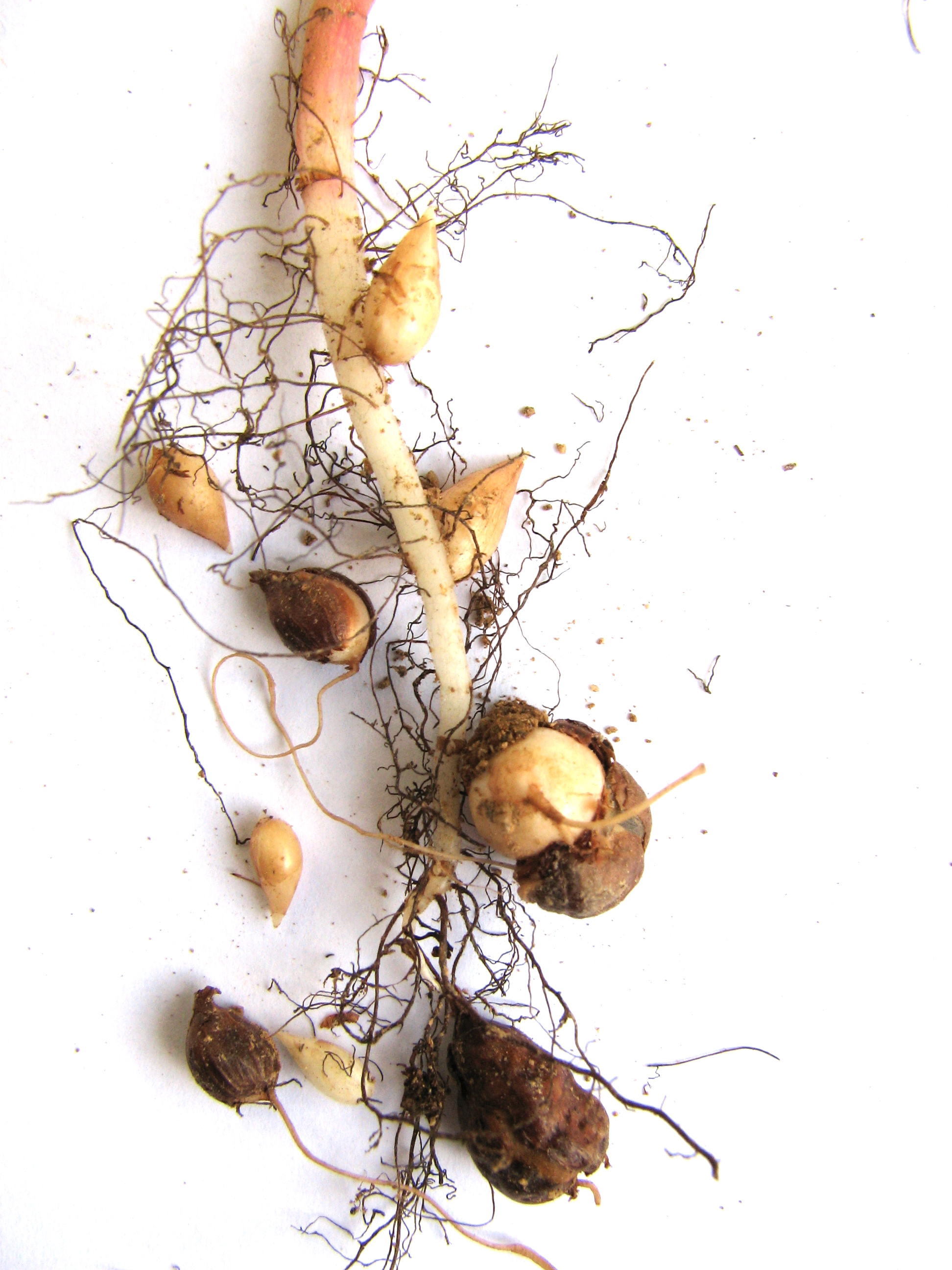
Bulbos y raíces
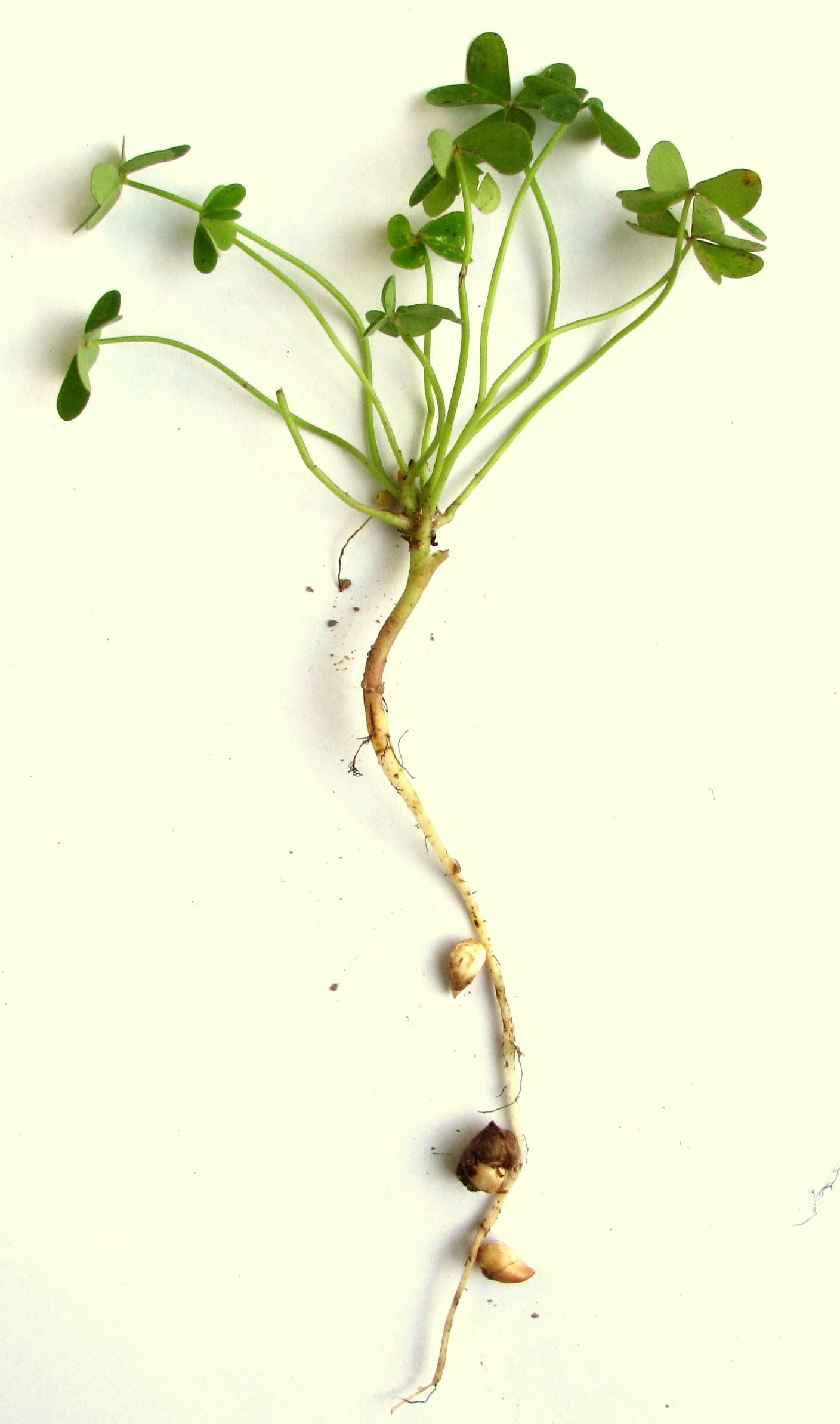
Planta entera